# アイレックス
株式会社アイレックス（英文社名：Airex Inc. ）は東京都世田谷区に本社を置くメーカーである。TCSカンパニーズの完全子会社。

## 概要
当初は産業用プリント配線板製造業であったが、2004年に東京コンピュータサービス（現　TCSホールディングス）グループの傘下に入り、2005年、コンピュータシステム事業を開始した。システム事業は堅調だったが、プリント配線板事業が低迷。2008年3月には債務超過に陥ったため、同年7月、会社分割によりプリント配線板事業をキョウデングループに譲渡、以降はソフトウェア開発会社となった。
現在は情報・通信制御システムを始めとするソフトウェアの設計、開発、評価、検証、運用・保守業務を行うとともに、新規事業としてICTソリューション、ヘルスケアソリューション、セキュリティソリューション事業へも参入している。
2021年2月9日にTCSホールディングスの子会社であるTCSカンパニーズによる株式公開買付けが成立。アイレックスは、同年3月22日にJASDAQ上場廃止となり、同年3月24日にTCSカンパニーズの完全子会社となった。

## 沿革
- 1948年（昭和23年） – 東京都目黒区緑が丘に資本金50万円で愛工電化株式会社として設立。精密機器部品のメッキ加工や産業用プリント配線板事業を開始
- 1988年（昭和63年）5月 – 商号を株式会社アイレックスに変更
- 1988年（昭和63年）9月 – 株式を店頭公開　（現　JASDAQスタンダード市場・証券コード6944）
- 2004年（平成16年）3月 – 東京コンピュータサービス（現　TCSホールディングス）グループと資本・業務提携
- 2005年（平成17年）6月 – コンピュータシステム事業開始
- 2008年（平成20年）7月 – 会社分割によりプリント配線板事業関連を新設会社に継承。新設会社の株式をキョウデンに譲渡
- 2009年（平成21年）10月 – 証券コード分類が「電気機器」から「情報・通信」に変更
- 2010年（平成22年）7月 – 減資等により累積損失を解消[3]。
- 2018年（平成30年）4月 – アイレックスインダストリアルソリューションズを吸収合併
- 2021年（令和3年）
  - 2月9日 - TCSカンパニーズによる株式公開買付けが成立。
  - 3月22日 - JASDAQスタンダード市場上場廃止[4]。
  - 3月24日 - 株式売渡請求により、TCSカンパニーズの完全子会社となる。

## 事業所
- 本社・システム開発部 - 〒154-0001 東京都世田谷区池尻3-1-3 MUTOH池尻ビル
- 横浜支店 - 〒220-0012 横浜市西区みなとみらい6-3-6 オーケーみなとみらいビル
- 仙台支店 - 〒984-0051 仙台市若林区新寺1-4-5 NORTHPIAビル
- 浜松支店 - 〒430-7713 浜松市中区板屋町111-2 浜松アクトタワー
- 名古屋支店 - 〒450-0003　名古屋市中村区名駅南1-18-15　ネオ笹島
- 京都支店 - 〒600-8216 京都市下京区烏丸通七条下ル東塩小路町734 京都中央信用金庫駅前ビル
- 大阪支店 - 〒530-0044 大阪市北区東天満2-10-14 TCS-HD南森町ビル
- 岡山支店 - 〒700-0826 岡山市北区磨屋町3-10 岡山ニューシティビル
- 広島支店 - 〒730-0051 広島市中区大手町2-7-10 広島三井ビル

## 主な事業・製品

### ネットワークソリューション
- 通信制御ソフト開発
- 各種アプリケーション開発
- インフラ構築
- 特殊要素技術開発

### エンベデッドソリューション
- 組込みシステム開発
- 特殊要素技術開発

### ハードウェアデザイン
- ハードウェア設計

### ベリフィケーション
- 検証支援
- 総合検証

### 新規事業
- ICTソリューション
  - AndroMagic（アンドロマジック） – ホームICTコントローラと環境センサー、電力センサーにより、アンドロイド端末で電力量表示・家電制御などができるようにしたもの。
- ヘルスケアソリューション
  - メンタルヘルス統合管理システム – 社会人向け／学生向けのストレスチェックサービス「Mentoss」を販売。
- セキュリティソリューション
  - 免震システム – ステンレスと特殊樹脂鋼板の2枚の金属板を重ねた「μ-Solator」の販売。阪神大震災級の地震を震度4程度に軽減する。